# Joris van Lier
Joris van Lier (Delft, 1588 - aldaar, begraven op 8 januari 1656) was een Noord-Nederlandse schilder, werkzaam in de Gouden Eeuw. Hij specialiseerde zich in bloem- en vruchtenstillevens.
Joris van Lier was de zoon van Gerit Jorisz. van Lijer en Barbara Jansdr. Hij trouwde in 1623 met Justina de Vries, dochter van de kunstschilder Dirck de Vries. Ze kregen vijf kinderen. Hij hertrouwde op 29 juli 1645 Maria Cornelisdr van Linschoten.  Van Lier woonde met zijn gezin in Delft, eerst in de Choorstraat, later aan de zuidzijde van de Vlamingstraat. Hij werd in de Nieuwe Kerk van Delft begraven.
Joris van Lier werd opgeleid door Karel van Mander (II). Rond 1610 verbleef hij in Parijs en een jaar later in Rome. Vanaf 1612 was hij weer terug in Delft, waar hij tot zijn dood bleef wonen en werken. In zijn carrière combineerde Van Lier het ambt van schilder met dat van ambtenaar, en werd in 1623 benoemd tot hoofdman van het Delftse Sint-Lucasgilde. Hij was leermeester van Adriaen Cornelisz. van Linschoten.